# Bergvogt (Bergbau)

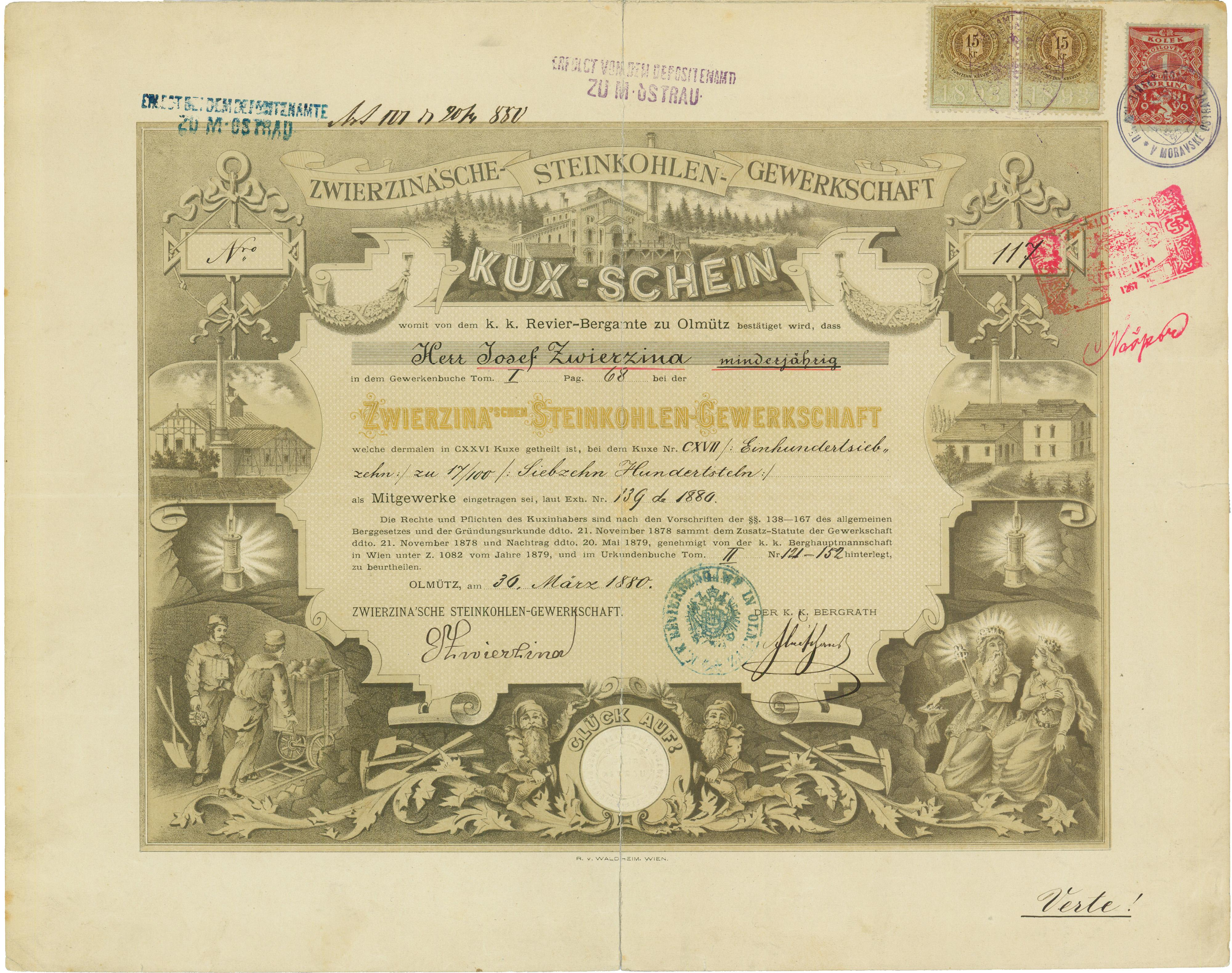
Kuxschein der Zwierzina'schen Steinkohlen-Gewerkschaft vom 30. März 1880 mit Unterschrift des Bergrates

Der Bergvogt, auch Bergrat oder Bergrichter, war als Bergbeamter der ersten bzw. unteren Instanz der Verwalter der Bergwerke in den Bergwerksregionen der jeweiligen Länder. Als Bergvogt wurden in der Regel Menschen aus dem niederen Adel von ihrem Lehnsherrn, dem Grafen oder Herzog, eingesetzt. Bei der Verwaltung von Bergwerken, Eisenhütten und Zinkhütten unterstanden ihm weitere Beamte. In vielen Bergbauregionen gab es anstelle des Bergvogts einen Bergmeister.
In Schweden war der Bergvogt der oberste Bergbeamte. Er musste neben den Obliegenheiten des Bergmeisters auch das Rechnungswesen über die Einkünfte der Krone führen.
Im preußischen Westfalen gab es in Kleve-Mark bereits vor 1632 einen landesherrlichen Bergvogt, der die Vermessung und Verleihung der Gruben überwachte. Ferner gehörte zu seinen Aufgaben die Kontrolle und Überwachung der Bergabgaben der Gewerke an den Landesherrn. Außerdem ging er gegen Missstände im Bergbau an wie z. B. mangelhaften Grubenbetrieb oder Raubbau.
In Hessen musste der Bergvogt die Einhaltung der Bergordnung überwachen und war auch Vorsitzender des Berggerichts.
Die Bergvogtei Thüringen war eine Bergbaubehörde mit Sitz in Eisleben, Sangerhausen und zuletzt Halle (Saale). Ein Bergvogt war Nicolaus Voigtel.
Der Verwalter des Eschweiler Kohlbergs hieß Bergvogt oder Kohlbergsdirektor. Er war gleichzeitig Vorsitzender der Berggerichte in Bardenberg, Eschweiler, Gressenich und Kall. Amt und Titel entstanden in Eschweiler in der Zeit von 1521 bis 1526. Im September 1976 wurde das alte Bergvogteihaus (Wollenweberstraße 5) am Eschweiler Markt abgerissen.